# Pirjo Muranen
Pirjo Elina Muranen, geb. Manninen (* 8. März 1981 in Rovaniemi) ist eine ehemalige finnische Skilangläuferin. Sie ist die Schwester des Nordischen Kombinierers Hannu Manninen.
Pirjo Manninen trat erstmals bei den Junioren-Weltmeisterschaften 1998 im schweizerischen St. Moritz in das Scheinwerferlicht, als sie mit 17 Jahren Vierte über 15 Kilometer und Fünfte über fünf Kilometer wurde. Mit der Staffel holte sie dort die Silbermedaille. Bei den Junioren-Weltmeisterschaften 1999 im österreichischen Saalfelden am Steinernen Meer mit der finnischen Staffel Junioren-Weltmeisterin und gewann über fünf Kilometer die Silbermedaille. Nachdem sie bei den Junioren-Weltmeisterschaften 2000 im slowakischen Štrbské Pleso einen kompletten Medaillensatz gewonnen hatte (Gold im Sprint, Silber über 5 Kilometer und Bronze über 15 Kilometer), gewann sie bei den Weltmeisterschaften 2001 Gold im Sprint. Bei ihren letzten Junioren-Weltmeisterschaften 2001 im polnischen Karpacz wurde sie erneut Weltmeisterin im Sprint und zudem im Einzelrennen über 15 Kilometer Freistil und mit der finnischen 4-mal-5-Kilometer-Staffel. Über fünf Kilometer im klassischen Stil wurde sie Zweite hinter der Schwedin Lina Andersson. Bei den Weltmeisterschaften 2005 gewann sie zusammen mit Riitta-Liisa Lassila Silber im Team-Sprint. Sie gewann im Dezember 2002 in Linz ihr erstes Weltcuprennen. Bei den Weltmeisterschaften 2007 in Sapporo konnte sie mit der finnischen Staffel die Goldmedaille über 4 × 5 km erringen.
Bei den Olympischen Winterspielen 2010 in Vancouver erreichte Muranen gemeinsam mit Virpi Kuitunen, Riitta-Liisa Roponen und Aino-Kaisa Saarinen die Bronzemedaille im Staffelwettbewerb über 4 × 5 km.
Am 30. Juni 2007 heiratete sie Ville Muranen und heißt seither Pirjo Muranen.

## Erfolge

### Olympische Spiele
- 2010 in Vancouver: Bronze mit der Staffel

### Weltmeisterschaften
- 2001 in Lahti: Gold im Einzelsprint
- 2005 in Oberstdorf: Silber im Team-Sprint
- 2007 in Sapporo: Gold mit der Staffel
- 2009 in Liberec: Bronze im Einzelsprint, Gold mit der Staffel

### Juniorenweltmeisterschaften
- 1999 in Saalfelden: Silber über 5 km
- 2000 in Štrbské Pleso: Gold im Einzelsprint, Silber über 5 km, Bronze über 15 km
- 2001 in Karpacz: Gold im Einzelsprint, Gold über 15 km, Silber über 5 km

### Siege bei Weltcuprennen
| Nr. | Datum             | Ort       | Disziplin       |
| --- | ----------------- | --------- | --------------- |
| 1.  | 17. Dezember 2000 | Brusson   | Sprint Freistil |
| 2.  | 29. Dezember 2000 | Engelberg | Sprint Freistil |
| 3.  | 7. März 2001      | Oslo      | Sprint Freistil |
| 4.  | 19. Dezember 2002 | Linz      | Sprint Freistil |
| 5.  | 31. Januar 2009   | Rybinsk   | Sprint Freistil |

| Nr. | Datum            | Ort       | Disziplin                            |
| --- | ---------------- | --------- | ------------------------------------ |
| 1.  | 1. Dezember 2002 | Kuusamo   | 2 × 5 km + 2 × 10 km Mixed-Staffel 1 |
| 2.  | 7. Dezember 2008 | La Clusaz | 4 × 5 km Staffel 2                   |

### Siege bei Continental-Cup-Rennen
| Nr. | Datum            | Ort | Disziplin       | Serie            |
| --- | ---------------- | --- | --------------- | ---------------- |
| 1.  | 26. Februar 2006 | Nes | Sprint Freistil | Scandinavian Cup |

### Weltcup-Gesamtplatzierungen
| Saison    | Gesamt | Gesamt | Distanz | Distanz | Sprint | Sprint |
| Saison    | Punkte | Platz  | Punkte  | Platz   | Punkte | Platz  |
| --------- | ------ | ------ | ------- | ------- | ------ | ------ |
| 1998/99   | 1      | 81.    | -       | -       | 1      | 79.    |
| 1999/2000 | 223    | 22.    | 37      | 32. 3   | 186    | 6.     |
| 2000/01   | 350    | 11.    | -       | -       | 380    | 2.     |
| 2001/02   | -      | -      | -       | -       | -      | -      |
| 2002/03   | 271    | 16.    | -       | -       | 292    | 3.     |
| 2003/04   | 146    | 32.    | 17      | 55.     | 129    | 15.    |
| 2004/05   | 232    | 21.    | -       | -       | 232    | 7.     |
| 2005/06   | 22     | 75.    | -       | -       | 22     | 46.    |
| 2006/07   | 165    | 29.    | 45      | 38.     | 84     | 25.    |
| 2007/08   | 523    | 14.    | 105     | 28.     | 365    | 5.     |
| 2008/09   | 990    | 7.     | 361     | 13.     | 461    | 3.     |
| 2009/10   | 260    | 31.    | 87      | 37.     | 173    | 15.    |
| 2010/11   | 202    | 34.    | 46      | 41.     | 156    | 17.    |